# Vingança (canção)
Vingança é uma canção do cantante brasileiro Luan Santana e o MC brasileiro MC Kekel, lançado em 10 de outubro de 2018.

## Videoclipe
O clipe foi gravado enquanto o caminhão, que vira palco, passa por Maceió, em Alagoas. Diferentemente de outros vídeos já divulgados, desta vez o caminhão está em movimento e a multidão o acompanha pela orla da Praia de Ponta Verde.

## Prêmios e indicações
| Ano  | Prêmio                                | Categoria        | Resultado | Ref   |
| ---- | ------------------------------------- | ---------------- | --------- | ----- |
| 2019 | Prêmio Multishow de Música Brasileira | Clipe TVZ do Ano | Indicado  | [ 5 ] |

## Desempenho nas tabelas musicais
| País — Tabela musical (2019)        | Posição de pico |
| ----------------------------------- | --------------- |
| Brasil Streaming Chart (Pro-Música) | 14              |

## Vendas e certificações
| Região                                                        | Certificação | Vendas   |
| ------------------------------------------------------------- | ------------ | -------- |
| Brasil (Pro-Música Brasil)                                    | Diamante     | 300,000‡ |
| ‡vendas+valores de streaming baseados somente na certificação |              |          |